# Sahara an IV
Sahara an IV est un court métrage français réalisé en 1959 par Max Gérard, sorti en 1961.

## Synopsis
Les travaux de construction d'un pipeline, achevés en 1959, entre le site d'Hassi Messaoud et le port pétrolier de Bougie, en bordure de la mer Méditerranée.

## Fiche technique
- Titre : Sahara an IV
- Réalisation : Max Gérard
- Photographie : Marcel Fradetal
- Musique : Georges Delerue
- Société de production : Société Nouvelle Pathé Cinéma
- Genre : Documentaire
- Durée : 25 minutes
- Date de sortie : 1961
- Visa n° 22762 délivré le 27 octobre 1959

## Distribution
- Raymond Conti
- Jean Vinci